# Delphine LaLaurie
Delphine LaLaurie (Nova Orleans, 19 de março de 1787 – Paris, 7 de dezembro de 1849) foi uma socialite estadunidense e assassina em série que ajudou a torturar, mutilar e matar cerca de 96 escravos negros.
Nascida durante o período colonial espanhol, LaLaurie se casou três vezes na Louisiana e foi duas vezes viúva. Manteve sua posição na sociedade de Nova Orleans até 10 de abril de 1834, quando os socorristas responderam a um incêndio em sua mansão na Royal Street. Eles descobriram escravos presos no sótão que mostraram evidências de abuso violento e cruel por um longo período. A casa de LaLaurie foi posteriormente saqueada por uma multidão indignada de cidadãos de Nova Orleans. Ela escapou para a França com sua família.
A mansão tradicionalmente considerada LaLaurie's é um marco no Bairro Francês, em parte por causa de sua história e por seu significado arquitetônico. No entanto, sua casa foi incendiada pela multidão, e a "Mansão LaLaurie" na Royal Street 1140 foi de fato reconstruída após sua partida de Nova Orleans.

## Primeiros anos e história familiar

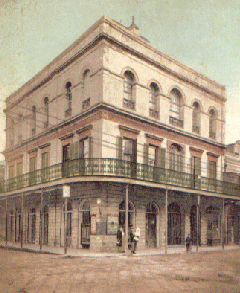
A mansão LaLaurie, em um cartão postal de 1906

Marie Delphine Macarty nasceu em Nova Orleans, na Louisiana espanhola, em 19 de março de 1787, como uma entre cinco crianças. Seu pai era Louis Barthelemy de McCarty (originalmente Chevalier de MacCarthy), cujo pai Barthelemy (de) MacCarthy trouxe a família da Irlanda para Nova Orleans por volta de 1730, durante o período colonial francês. Sua mãe era Marie-Jeanne L'Érable, também conhecida como "a viúva Le Comte", já que seu casamento com Louis B. Macarty era o segundo.
Ambos os pais de Delphine foram proeminentes na comunidade crioula europeia da cidade. Seu tio por casamento, Esteban Rodríguez Miró, foi governador das províncias hispano-americanas da Louisiana e da Flórida durante 1785-1791, e seu primo, Augustin de Macarty, foi prefeito de Nova Orleans entre 1815 e 1820.
Delphine tinha apenas quatro anos de idade quando a Revolução Haitiana eclodiu em 1791, algo que deixou os proprietários de escravos no sul dos Estados Unidos e no Caribe com muito medo de resistência e rebelião entre os escravos. O tio de Delphine havia sido assassinado em 1771 por seus próprios escravos e a revolução inspirou a conspiração local de Mina em 1791, a conspiração de Pointe Coupée em 1794, e a revolta da costa alemã em 1811, as quais fizeram com que muitos proprietários de escravos os disciplinassem ainda mais com medo de insurreição.

## Casamentos

### Primeiro casamento
Em 11 de junho de 1800, Delphine casou-se com Don Ramón de López e Angulo, um oficial real de alto escalão da Espanha, na Catedral de Saint Louis, em Nova Orleans. Luisiana, como foi escrita em espanhol, tornou-se uma colônia espanhola na década de 1760, depois que a França foi derrotada na Guerra dos Sete Anos.
Em 1804, após a aquisição americana do que era novamente território francês, Don Ramón foi nomeado cônsul geral da Espanha no território de Orleans e foi chamado para comparecer à corte da Espanha. Enquanto estava a caminho de Madri com Delphine, que estava grávida, Don Ramón morreu repentinamente em Havana. Alguns dias após sua morte, Delphine deu à luz sua filha Marie-Borja / Bórgia Delphine López e Ângulo da Candelária, apelidada de "Borquita". A viúva Delphine e sua filha retornaram a Nova Orleans.

### Segundo casamento e morte do marido
Em junho de 1808, Delphine se casou com Jean Blanque, banqueiro, comerciante, advogado e legislador de destaque. No momento do casamento, Blanque comprou uma casa na Royal Street, 409, em Nova Orleans, para a família, que mais tarde ficou conhecida como Villa Blanque. Delphine teve quatro filhos de Blanque, chamados Marie Louise Pauline, Louise Marie Laure, Marie Louise Jeanne e Jean Pierre Paulin Blanque. Blanque morreu em 1816.

### Terceiro casamento
Em 25 de junho de 1825, Delphine se casou com seu terceiro marido, o médico Leonard Louis Nicolas LaLaurie, que era muito mais jovem que ela. Em 1831, ela comprou uma propriedade na 1140 Royal Street, que ela administrou em seu próprio nome, com pouco envolvimento do marido. Em 1832, construiu uma mansão de dois andares, completa, com quartos anexos de escravos. Morou lá com seu terceiro marido e duas de suas filhas, e manteve uma posição central na sociedade de Nova Orleans.
O casamento logo mostrou sinais de tensão. No entanto, em 16 de novembro de 1832, Delphine pediu ao Primeiro Tribunal Judicial do Distrito uma separação da cama e do conselho de seu marido, em que Delphine alegou que LaLaurie "a tratara de maneira a tornar sua vida juntos impossível de sustentar", reivindicações que ela, o filho e duas de suas filhas por Jean Blanque confirmaram. A separação não parece ter sido permanente, pois o Dr. LaLaurie estava presente na casa da Royal Street em 10 de abril de 1834, o dia do incêndio.